# 蘇民俊
蘇民俊（？—1594年），字籲卿，號遴廷，福建漳州府海澄縣八都人，漳浦縣學籍，明朝政治人物。

## 生平
萬曆十三年（1585年）乙酉科福建鄉試舉人。萬曆十七年（1589年）中己丑科會試第十一名，因妻喪南歸。萬曆二十年（1592年）補殿試，中式二甲第二十二名進士，禮部觀政，十二月授戶部主事，二十一年差管象房草場，丁母憂還家，哀傷而卒。

## 家族
曾祖父蘇良賓；祖父蘇諮；父親蘇可教。